# 사시오기역
사시오기역(일본어: 指扇駅, さしおうぎえき)은 일본 사이타마현 사이타마시 니시구에 있는 철도역이다.

## 타는 곳
| 1 | ■ 가와고에 선             | 가와고에 방면                                                                                         |
| 2 | ■ 가와고에 선 (사이쿄 선) | 오미야·무사시우라와·아카바네·이케부쿠로·신주쿠·시부야·오사키 방면 (린카이 선에 직결 운행) 신키바 방면 |

## 역세권 정보
- 국도 16호선
- 아라카와강

## 역사
- 1940년 7월 22일: 영업 개시.

## 인접역
| 동일본 여객철도 ■ 가와고에 선 | 동일본 여객철도 ■ 가와고에 선 | 동일본 여객철도 ■ 가와고에 선 |
| ----------------------------- | ----------------------------- | ----------------------------- |
| 니시오미야 오미야 방면        |                               | 미나미후루야 가와고에 방면    |